# Enrique Cáceres
Enrique Patricio Cáceres Villafañe (20 maart 1974) is een Paraguayaans voormalig voetbalscheidsrechter. Hij was in dienst van FIFA en CONMEBOL tussen 2010 en 2018. Ook leidde hij tot 2018 wedstrijden in de Primera División.
Zijn eerste interland floot hij op 1 maart 2012, toen Bolivia met 1–0 won van Cuba. Tijdens dit duel hield Cáceres zijn kaarten op zak. In mei 2015 werd hij uitgekozen als een van de tien scheidsrechters op de Copa América.
Hij werd geselecteerd als scheidsrechter voor het Wereldkampioenschap voetbal 2018 in Rusland. Hij kreeg twee groepswedstrijden om te leiden.

## Interlands
| Datum            | Plaats                           | Wedstrijd                     | Uitslag | Competitie           | Kreeg geel | Kreeg voor de tweede keer geel en dus rood | Weggestuurd |
| ---------------- | -------------------------------- | ----------------------------- | ------- | -------------------- | ---------- | ------------------------------------------ | ----------- |
| 1 maart 2012     | Cochabamba, Bolivia              | Bolivia – Cuba                | 1 – 0   | Vriendschappelijk    | 0          | 0                                          | 0           |
| 12 april 2012    | Tacna, Peru                      | Peru – Chili                  | 0 – 3   | Vriendschappelijk    | 3          | 1                                          | 0           |
| 16 augustus 2012 | Santa Cruz de la Sierra, Bolivia | Bolivia – Guyana              | 2 – 0   | Vriendschappelijk    | 0          | 0                                          | 0           |
| 11 juni 2013     | Quito, Ecuador                   | Ecuador – Argentinië          | 1 – 1   | WK 2014 kwalificatie | 6          | 0                                          | 1           |
| 7 september 2013 | Brasilia, Brazilië               | Brazilië – Australië          | 6 – 0   | Vriendschappelijk    | 0          | 0                                          | 0           |
| 16 oktober 2013  | Lima, Peru                       | Peru – Bolivia                | 1 – 1   | WK 2014 kwalificatie | 4          | 0                                          | 0           |
| 6 juni 2014      | São Paulo, Brazilië              | Brazilië – Servië             | 1 – 0   | Vriendschappelijk    | 2          | 0                                          | 0           |
| 12 juni 2015     | Viña del Mar, Chili              | Mexico – Bolivia              | 0 – 0   | Copa América 2015    | 3          | 0                                          | 0           |
| 21 juni 2015     | Santiago, Chili                  | Brazilië – Venezuela          | 2 – 1   | Copa América 2015    | 4          | 0                                          | 0           |
| 12 november 2015 | Santiago, Chili                  | Chili – Colombia              | 1 – 1   | WK 2018 kwalificatie | 5          | 0                                          | 0           |
| 24 maart 2016    | Lima, Peru                       | Peru – Venezuela              | 2 – 2   | WK 2018 kwalificatie | 6          | 0                                          | 0           |
| 6 juni 2016      | Glendale, Verenigde Staten       | Mexico – Uruguay              | 3 – 1   | Copa América 2016    | 4          | 2                                          | 0           |
| 22 juni 2016     | Houston, Verenigde Staten        | Verenigde Staten – Argentinië | 0 – 4   | Copa América 2016    | 1          | 0                                          | 0           |
| 1 september 2016 | Quito, Ecuador                   | Ecuador – Brazilië            | 0 – 3   | WK 2018 kwalificatie | 4          | 1                                          | 0           |
| 15 november 2016 | Santiago, Chili                  | Chili – Uruguay               | 3 – 1   | WK 2018 kwalificatie | 5          | 0                                          | 0           |
| 23 maart 2017    | Maturín, Venezuela               | Venezuela – Peru              | 2 – 2   | WK 2018 kwalificatie | 5          | 0                                          | 0           |
| 5 september 2017 | Quito, Ecuador                   | Ecuador – Peru                | 1 – 2   | WK 2018 kwalificatie | 5          | 1                                          | 0           |
| 19 juni 2018     | Sint-Petersburg, Rusland         | Rusland – Egypte              | 3 – 1   | WK 2018              | 2          | 0                                          | 0           |
| 25 juni 2018     | Saransk, Rusland                 | Iran – Portugal               | 1 – 1   | WK 2018              | 6          | 0                                          | 0           |